# 존 폴크
존 폴크(John Paulk, 1963년 4월 13일 ~ )는 1998년부터 2003년까지 탈동성애 운동과 전환 치료 옹호자였던 미국의 활동가이다. 2013년 4월, 폴크는 동성애 회복 치료에 대한 자신의 믿음을 부인하고 운동 옹호자로서의 역할에 대하여 공식 사과를 발표하였다.
그는 가족에의 초점(Focus on the Family)이라는 단체에서 시작한 사랑을 쟁취하다(Love Won Out)라는 사역을 설립하고 이끌었다. 1998년부터 2003년까지 엑소더스 인터내셔널 노스 아메리카 이사회 의장을 역임하였다. 1998년 자서전 《변화를 두려워하지 않다》(Not Afraid to Change)는 자신의 섹슈얼리티와 동성애 욕망을 바꾸려는 시도를 다루었다. 그 해 말 폴크가 게이바에 다녔다는 것이 밝혀진 뒤 두 단체 모두 그를 징계하였지만 2003년까지는 가족에의 초점에 머물렀다. 엑소더스 이사회 의장직에서 사임하였지만 임기가 끝날 때까지 선출직을 이어갔다. 2005년에 폴크는 오리건주 포틀랜드에서 케이터링 사업을 시작하였다.
2013년 그는 아내 앤 폴크와 이혼하였고 더 이상 탈동성애 운동이나 개인의 성적 지향을 바꾸려는 시도를 지지하지 않는다.
폴크는 2021년 다큐멘터리 영화 〈프레이 어웨이〉에 출연하였다.

## 생애
오하이오주 콜럼버스 태생인 폴크는 포트 헤이스 공연예술 고등학교와 오하이오 주립 대학교에서 음악과 성악을 전공하였다. 1980년대 후반 폴크는 앨리스 메드리치가 소유한 샌프란시스코 제과점 코콜렛을 관리하였다.
폴크는 기독교로 개종한 후 상담과 모임, 기도, 하나님과의 관계를 통하여 동성애를 극복하였다고 주장하였다. 그는 자신을 게이에서 이성애자로 정체화하였다. 폴크의 아내 앤도 레즈비언에서 탈동성애자로 정체화하였다. 존 폴크는 토니 마코와 함께 《변화를 두려워하지 않다》(Not Afraid to Change) 라는 책을, 앤 폴크와 함께 《사랑을 쟁취하다》(Love Won Out)라는 책을 공동 집필하였다.

## 경력
폴크는 가족에의 초점에 참여하여 단체의 동성애 및 젠더 부서의 관리자가 되었다. 1995년 8월, 폴크는 엑소더스 인터내셔널 노스 아메리카의 3년 임기 이사회 의장으로 선출되었다. 이후 1998년에 3년 임기로 두 번째 재선에 성공하였다. 가족에의 초점의 일원으로서 폴크는 미국을 여행하며 사랑을 쟁취하다 컨퍼런스에서 자신의 개종에 대하여 연설하였다. 폴크와 그의 아내는 주요 일간 신문 전면 광고와 엑소더스 사역을 홍보하는 얼굴이 되었다. 부부가 표지 모델로 등장한 1998년 8월호 뉴스위크는 엑소더스와 탈동성애 운동을 다루었다. 그 해에 가족 연구 위원회와 미국 가족 협회 등을 포함한 기독교 우파 단체들은 전환 치료를 홍보하는 광고에 60만 달러를 소요하였다.
폴크는 2003년 "탈동성애자" 사역을 그만두고 가족과 함께 오리건주 포틀랜드로 이사하였다. 부부는 2005년 케이터링 사업을 시작하였으며 폴크가 포틀랜드 텔레비전 요리 부문에 정규 출연하였다. 2015년 2월 폴크는 올턴 브라운이 주최하는 푸드 네트워크 프로그램 컷스로트 키친에 출연하여 2위를 차지하였다.

## 워싱턴 DC 사건
2000년 9월 19일, 연설 원정을 하던 폴크가 워싱턴 DC의 게이바 미스터 P's(Mr. P's) 내부에 앉아 있는 것이 목격되었다. 한 후원자가 그를 알아보았고 인권 캠페인, 진실이 승리한다, 기타 동성애자 정치 활동 단체 소속의 웨인 비젠에게 연락하였다. 비젠이 40분 후 술집에 도착하여 폴크와 대면하였을 때 폴크는 자신이 존 폴크가 아니라 "존 클린트"라고 주장하였다. 술집을 나오는 폴크의 사진은 그가 술집에 있었다는 증거로 찍혔다. 사건과 사진에 대하여 비젠과 대면하였을 때 폴크는 술집에 있었다는 것을 인정하였지만 그곳이 게이바인 줄 모르고 화장실을 쓰기 위하여 잠시 들렀을 뿐이라고 말하였다. 그러나 목격자들은 폴크가 그곳에서 한 시간 이상 머물렀고 다른 남성들과 시시덕거렸으며, 그가 섹슈얼리티에 대해 질문을 받자 게이라고 답하였다고 진술하였다.
폴크는 다시 가족에의 초점 본부에 소환되어 제임스 돕슨의 심문을 받았다. 처음에 폴크는 사건에 대하여 직접적인 대답을 하는 것을 피하였으나, 나중에 다른 남성과의 관계를 찾을 목적으로 술집에 있었다고 고백하였다. 폴크는 6개월 동안 활동을 줄였다가 가족에의 초점 동성애 및 젠더 부서의 관리자 직위를 재개하였다.
곧이어 나온 엑소더스의 보도 자료는 다음과 같다.
존의 행동은 건전한 판단력의 심각한 착오를 나타낸다. 어떤 이유로든 동성애자 시설에 들어가기로 한 그의 결정은 다른 엑소더스 지도자들 뿐만 아니라 동성애자 공동체에서도 모든 종류의 추측을 하게 한다.

이 사건은 신문과 뉴스 잡지에서 전국적인 헤드라인을 장식하였다. 폴크는 2003년 직책을 관두기로 결정할 때까지 동성애 및 젠더 부서의 관리자로서의 직위를 유지하였다.

## 공식 사과
2013년 4월 폴크는 자신이 독실한 기독교인으로 남아 있기는 하나 동성애자("탈동성애자"가 아님) 남임을 밝히고 회복 치료가 무익하고 해롭다고 생각한다고 발표하면서 동성애 회복 치료에 대한 자신의 믿음을 부인하였다.  그는 자신의 결혼 생활이 끝났다고 발표하였고 해당 운동의 옹호자로서의 역할에 대하여 공식적인 사과를 하였다.